# 乌目斑鳞虫
乌目斑鳞虫（学名：Panthalis jogasimae）为蠕鳞虫科斑鳞虫属的动物。分布于日本以及中国南海等海域。